# Demografía de Crimea
La demografía de Crimea estudia estadísticamente la estructura y la dinámica de la población residente en la península de Crimea, así como los procesos que la determinan: fecundidad, mortalidad y migración en dicho territorio.

En enero de 2021, la población total estimada de la República de Crimea y Sebastopol era de 2 416 856 habitantes, (1 903 707 y 513 149 habitantes respectivamente).

Estos valores muestran un crecimiento poblacional respecto a los establecidos en los dos censos anteriores. El censo local realizado por Rusia en diciembre de 2014 relevó 2 248 400 personas (República de Crimea: 1 889 485 y Sebastopol 395 000 habitantes).
El censo realizado en 2001 por las autoridades de Ucrania informó que el total de población era de 2 376 000 personas, (República Autónoma de Crimea 2 033 700, y Sebastopol 342 451 habitantes).

## Historia
El interior de Crimea ha sido étnicamente diverso a lo largo de su historia documentada, quedando bajo el dominio de distintos reinos, mientras que la costa sur estuvo en manos de varios estados romanos (y romanos orientales) durante la mayor parte de los últimos dos milenios. El interior estuvo dominado por una sucesión de conquistadores escita-sármatas, godos, hunos, turcos, mongoles y eslavos. Su costa sur fue habitada por población de habla griega a partir de la colonización (siglo VII o siglo VI a. C. y siguientes), luego pasó al dominio del Reino del Bósforo (480 a. C. - 63 a. C.), el Imperio romano (47 a. C. - 330 d. C.) y sus estados sucesores, el Imperio bizantino (330 d. C. - 1204 d. C.), el Imperio de Trebisonda (1204 d. C. - 1461 d. C.) y el Principado de Teodoro (1461 d. C. - 1475 d. C.). En 1475 la región fue conquistada por los turcos otomanos. Durante la Baja Edad Media, unas pocas ciudades costeras fueron gobernadas por ciudades-estado italianas. Varios ingleses que huyeron de Inglaterra después de la conquista normanda se establecieron en Crimea con el permiso del emperador bizantino y constituyeron la mayoría de su guardia varega hasta el colapso del imperio.
Los tártaros de Crimea surgieron a principios del período moderno como un grupo étnico nativo de habla turca, durante el período del Kanato de Crimea. Cuando el Imperio ruso lo anexó en 1783, formaron la mayoría de la población de Crimea. La colonización de la "Nueva Rusia" (la Gobernación de Novorossiysk, de la que luego formó parte la Gobernación de Táurida) a fines del siglo XVIII fue liderada por el noble Grigori Potemkin, a quien Catalina la Grande le concedió los poderes de un gobernante absoluto sobre el área. Las tierras fueron entregadas generosamente a la dvoryanstvo, y los siervos campesinos, en su mayoría de Ucrania y menos de Rusia, fueron transferidos para cultivar lo que era una estepa escasamente poblada. Catalina la Grande también invitó a colonos europeos a estas tierras recién conquistadas: alemanes, polacos e italianos, entre otros. Crimea está dividida geográfica y demográficamente en tres regiones: el interior de la estepa, las montañas y la costa. Los tártaros eran la mayoría de la población de la zona montañosa y aproximadamente la mitad de la población de la estepa, mientras que los rusos se concentraban sobre todo en el distrito de Feodosia. Los alemanes se establecieron en Crimea a principios del siglo XIX, recibiendo una gran parcela de tierra fértil. Los colonos ricos compraron más tarde porciones sustanciales de tierra, principalmente en los distritos de Perekopski y Eupatoria.

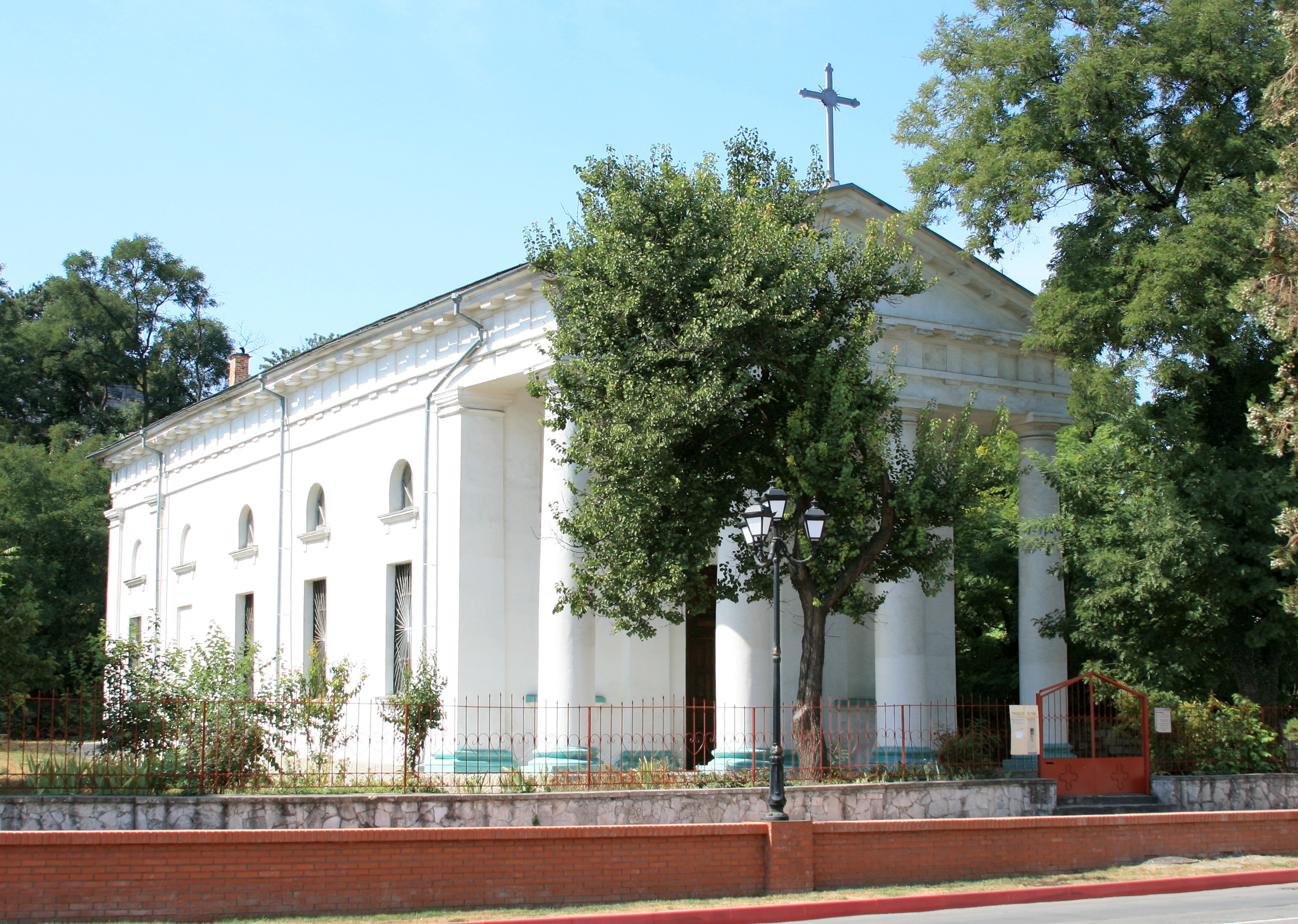
Iglesia católica de Santa María Assunta en Kerch, referencia para los italianos de Crimea

A principios del siglo XIX, la emigración italiana a Crimea procedía de varias regiones, (Liguria, Campania y Apulia). Los inmigrantes se asentaron principalmente en las ciudades costeras del mar Negro y del mar de Azov, así como en Odesa, Nicolaiev, Sebastopol, Mariúpol, Berdiansk y Taganrog. Con la Revolución de Octubre de 1917, con la que el Imperio ruso se convirtió en la Unión Soviética, comenzó un período de grandes dificultades para las minorías étnicas establecidas en Rusia; los italianos de Crimea se enfrentaron a una gran represión. Entre 1936 y 1938, durante la Gran Purga de Iósif Stalin, muchos italianos fueron acusados de espionaje y fueron arrestados, torturados, deportados o ejecutados. A los pocos supervivientes se les permitió regresar a Kerch en los años 1950 y 1960 durante la administración de Nikita Khrushchev. Los descendientes de los italianos supervivientes de Crimea representan actualmente unas 300 personas, que residen principalmente en Kerch.
Según el censo del Imperio ruso de 1897, los tártaros de Crimea seguían constituyendo una ligera mayoría (35%) de la aún mayoritariamente rural población de Crimea, pero había un gran número de rusos (33%) y ucranianos (11%), así como un número menor de alemanes, judíos (incluidos crimchacos y caraítas de Crimea), búlgaros, bielorrusos, turcos, armenios, griegos y romaníes (gitanos).
Los levantamientos y la limpieza étnica del siglo XX cambiaron enormemente la composición étnica de Crimea. En 1944, 200 000 tártaros de Crimea fueron deportados a Asia Central y Siberia, junto con 70 000 griegos y 14 000 búlgaros y de otras nacionalidades. A finales del siglo XX, los rusos y los ucranianos constituían casi la totalidad de la población. Sin embargo, con la caída de la Unión Soviética, los tártaros de Crimea exiliados comenzaron a regresar a su patria y representaron el 10% de la población a principios del siglo XXI.

## Etnias y lenguas
El gótico de Crimea, una lengua germánica oriental, se extinguió alrededor del siglo XVIII; mucho antes, los godos de Crimea se habían diseminado entre otras etnias. El inglés antiguo era la lengua de los colonos provenientes de Inglaterra, finalmente absorbidos por la población tártara. Según el censo de Ucrania de 2001, y en base a la autoidentificación de la población censada, la composición étnica de Crimea estaba formada principalmente por los siguientes grupos: rusos (1 450 millones, 60,4 %), ucranianos (576 600; 24,0 %), tártaros de Crimea (258 400; 10,8 %), bielorrusos (25 000; 1,5 %), armenios (10 000; 0,4 %) y judíos (5 500; 0,2 %).
|      | Rusos                | Tártaros            | Ucranianos         | Bielorrusos            | Armenios         | Judíos + caraítas | Otros              | Total          | Notas y referencias                    |
| ---- | -------------------- | ------------------- | ------------------ | ---------------------- | ---------------- | ----------------- | ------------------ | -------------- | -------------------------------------- |
| 1785 | 2.2%                 | 84.1%               | -                  | -                      | -                | -                 | 13.7%              | -              | [ 12 ]                                 |
| 1795 | 4.3%                 | 87.6%               | 1.3%               | -                      | 0.6%             | 2.3%              | 3.9%               | -              | [ 12 ]                                 |
| 1816 | 4.8%                 | 85.9%               | 3.6%               | -                      | 1.3%             | 2.3%              | 2.1%               | -              | [ 12 ]                                 |
| 1835 | 4.4%                 | 83.5%               | 3.1%               | -                      | 1.5%             | 2%                | 5.5%               | -              | [ 12 ]                                 |
| 1850 | 6.6%                 | 77.8%               | 7%                 | -                      | 1%               | 2.2%              | 5.4%               | -              | [ 12 ]                                 |
| 1864 | 28.5%                | 50.3%               | -                  | -                      | 6.5%             | 7%                | 7.7%               | -              | [ 12 ]                                 |
| 1897 | 180 963 hab. 33.11%  | 194 294 hab. 35.55% | 64 703 hab. 11.84% | 2058 hab. 0.38%        | 8317 hab. 1.52%  | 24 168 hab. 4.42% | 72 089 hab. 13.19% | 546 592 hab.   | [ Nota 2 ] [ 13 ]                      |
| 1926 | 301 398 hab. 42.2%   | 179 094 hab. 25.1%  | 77 405 hab. 10.6%  | 3842 hab. 0.5%         | 10 713 hab. 1.5% | 45 926 hab. 6.4%  | -                  | 713 823 hab.   | [ 14 ]                                 |
| 1939 | 558 481 hab. 49.6%   | 218 879 hab. 19.4%  | 154 123 hab. 13.7% | 6726 hab. 0.6%         | 12 923 hab. 1.1% | 65 452 hab. 5.8%  | -                  | 1 126 429 hab. | [ 15 ]                                 |
| 1959 | 858 273 hab. 71.4%   | -                   | 267 659 hab. 22.3% | 21 672 hab. 1.8%       | -                | 26 374 hab. 2.2%  | -                  | 1 201 517 hab. |                                        |
| 1970 | 1 220 484 hab. 67.3% | -                   | 480 733 hab. 26.5% | 39 793 hab. 2.2%       | 3091 hab. 0.2%   | 25 614 hab. 1.4%  | -                  | 1 813 502 hab. |                                        |
| 1979 | 1 460 980 hab. 66.9% | 5422 hab. 0.2%      | 547 336 hab. 25.1% | 45 000 hab.(est.) 2.1% | -                | -                 | -                  | 2 184 000 hab. | [ 16 ]                                 |
| 1989 | 1 629 542 hab. 67.0% | 38 365 hab. 1.6%    | 625 919 hab. 25.8% | 50 045 hab. 2.1%       | 2794 hab. 0.1%   | 17 371 hab. 0.7%  | -                  | 2 430 495 hab. | [ 17 ]                                 |
| 2001 | 1 450 400 hab. 60.4% | 258 700 hab. 10.8%  | 576 600 hab. 24.0% | 35 000 hab. 1.5%       | 10 000 hab. 0.4% | 5500 hab. 0.2%    | -                  | 2 401 200 hab. | [ Nota 3 ]                             |
| 2014 | 1 492 078 hab. 67.9% | 277 336 hab. 12.6%  | 344 515 hab. 15.7% | 21 694 hab. 1.0%       | 11 030 hab. 0.5% | 3144 hab. 0.1%    | -                  | 2 284 769 hab. | [ Nota 4 ] [ 18 ] [ 19 ] [ 20 ] [ 21 ] |
| 2021 | 1 706 662 hab. 76.4% | 284 522 hab. 12.7%  | 171 160 hab. 7.7%  | 10 599 hab. 0.5%       | 9016 hab. 0.4%   | 2455 hab. 0.1%    | 48 257 hab. 2.2%   | 2 482 450 hab. | [ 1 ]                                  |

Porcentaje de tártaros de Crimea según el censo ucraniano de 2001

Otras minorías son los alemanes del Mar Negro, los gitanos, los búlgaros, los polacos, los azerbaiyanos, los coreanos, los griegos y los italianos de Crimea. El número de alemanes de Crimea era de 45 000 en 1941. En 1944, 70 000 griegos y 14 000 búlgaros de Crimea fueron deportados a Asia Central y Siberia, junto con 200.000 tártaros de Crimea y otras nacionalidades.
Según el censo de 2001, el 77% de los habitantes de Crimea mencionaron al ruso como su lengua materna, el 11,4% al tártaro de Crimea y el 10,1% al ucraniano. De los ucranianos en Crimea, el 40% dijo que el ucraniano era su lengua materna, y el 60% se identificó como ucranianos étnicos mientras que dijo que el ruso era su lengua principal. El 93% de los tártaros de Crimea tenían el tártaro de Crimea como lengua materna, y el 6% hablaba ruso. Sin embargo, en 2013 se estimó que el tártaro de Crimea estaba al borde de la extinción, ya que localmente solo se enseñaba en unas 15 escuelas en ese momento. Turquía ha brindado el mayor apoyo a Ucrania, que no ha podido resolver el problema de la educación en la lengua materna en Crimea, al modernizar las escuelas. Hasta 2014, el ucraniano era la única lengua oficial del estado en todo el país, pero en Crimea los asuntos gubernamentales se llevaban a cabo principalmente en ruso. Los intentos de expandir el uso del ucraniano en la educación y los asuntos gubernamentales han tenido menos éxito en Crimea que en otras áreas de la nación.
En la actualidad, dos tercios de los migrantes que llegan a Crimea proceden de otras regiones de Ucrania; uno de cada cinco migrantes procede de otros lugares de la ex Unión Soviética y uno de cada cuarenta, de fuera de ella. Tres cuartas partes de los que abandonan Crimea se trasladan a otras zonas de Ucrania y uno de cada veinte emigra a Occidente.
Según una encuesta del Centro Razumkov de marzo de 2011, el número de residentes de Crimea que consideran a Ucrania como su patria aumentó drásticamente del 32% al 71,3% entre 2008 y 2011, aunque se trata de la cifra más baja de toda Ucrania (un promedio del 93% en todo el país). Las encuestas sobre identidades regionales en Ucrania han demostrado que alrededor del 30% de los residentes de Crimea afirman haber conservado lo que autoperciben como una "identidad soviética".
Desde la independencia de Ucrania en 1991, 3,8 millones de antiguos ciudadanos de Rusia han solicitado la ciudadanía ucraniana.
En 2014, tras la anexión rusa de Crimea, las nuevas autoridades llevaron a cabo un censo. Según los resultados del censo, la población del Distrito federal de Crimea es de 2,2844 millones de personas. La composición étnica es la siguiente: rusos: 1,49 millones (65,3 %), ucranianos: 0,35 millones (15,1 %), tártaros de Crimea: 0,24 millones (12,0 %). Las autoridades oficiales ucranianas y el Mejlis del Pueblo Tártaro de Crimea manifestaron dudas sobre la exactitud de los resultados del censo de población en Crimea.
Una encuesta realizada en mayo de 2013 consultó sobre qué idioma se habla en el ámbito familiar:
- 82 % ruso
- 10 % tártaro de Crimea
- 3 % ruso y ucraniano por igual
- 3 % ruso y otro idioma por igual
- 2 % ucraniano

En esta encuesta, la proporción de personas que indicaron su origen étnico como ucraniano fue del 20 %, tártaro de Crimea del 15 %.

## Religión
La mayoría de la población de Crimea adhiere a la Iglesia Ortodoxa Rusa; los tártaros de Crimea forman una rama del Islam sunita y existen además minorías más pequeñas de católicos romanos, greco-católicos ucranianos, apostólicos armenios y judíos.
La península de Crimea fue cristianizada en una época temprana, a través del cristianismo gótico, en el siglo IV.
Según una tradición del siglo IX, el Papa Clemente I (que gobernó entre 88 y 98) fue exiliado a Quersoneso (cerca de lo que ahora es Sebastopol) en 102, al igual que el papa Martín I en 655. Un representante de la zona del Mar Negro, el "jefe del obispado escita", estuvo presente en el Primer Concilio de Nicea en 325, así como en el Primer Concilio de Constantinopla en 381. Se ha conjeturado que este representante tendría que haber sido obispo Cadmus del Reino del Bósforo. Los ostrogodos, que permanecieron en las actuales tierras ucranianas después de la invasión de los hunos, establecieron una provincia eclesiástica bajo el Patriarca de Constantinopla en Doros en el norte de Crimea alrededor del año 400.

Los godos inicialmente se adhirieron al arrianismo, pero en el siglo IX, con el establecimiento del  thema Chersōnos Bizantino, los godos en Crimea se volvieron hacia la Iglesia ortodoxa griega, bajo el Metropolitanato de Gothia.
Una sede episcopal también existía desde 868 al otro lado del estrecho de Kerch, en la ciudad de Tmutarakan. A mediados del siglo X, el área oriental de Crimea fue conquistada por el príncipe Sviatoslav I de Kiev y se convirtió en parte del principado de Tmutarakan de la Rus de Kiev. En 988, el Príncipe Vladimir I de Kiev también capturó a Quersoneso donde más tarde se convirtió al cristianismo.
Mientras tanto, los Khazars, que ocuparon las partes del norte de la península, se convirtieron al judaísmo. Se disputan tanto la fecha de la conversión como el alcance de su influencia más allá de la élite; la conversión debe haber tenido lugar en algún momento entre el 740 y el 920 d. C.
El catolicismo ha tenido una pequeña presencia en Crimea a través de las colonias italianas y anglosajonas.
El Islam en Crimea comienza con la presencia de poblaciones islamizadas turcomongolas después de la invasión mongola de la Rus de Kiev en la década de 1230. El Islam se convierte en la religión estatal de la Horda Dorada en 1313 con la conversión de Öz Beg Khan (la primera mezquita de Crimea se construyó en Stari Krym en 1314).
Los tártaros de Crimea son la población indígena nativa de la península. Son musulmanes sunitas de la escuela hanafí. Durante el Kanato de Crimea, el Islam era la religión estatal.
Con la anexión por parte de Rusia en 1779, Crimea fue nuevamente cristianizada, esta vez bajo la Iglesia Ortodoxa Rusa.
La mayoría de los tártaros de Crimea permanecieron musulmanes. Había 470 comunidades musulmanas registradas en Crimea en 1921. Pero la toda la nación fue deportada en mayo de 1944, y no se les permitió regresar hasta 1989. Durante los 45 años intermedios no quedó ni una sola comunidad islámica.
En 2013, los cristianos ortodoxos constituían el 58 % de la población de Crimea, seguidos de los musulmanes (15 %) y los creyentes en Dios sin religión (10 %).